# Port Alexander
Port Alexander (Tlingit: Shee Yat’aḵ.aan) ist ein Ort mit dem Status einer City in der Prince of Wales-Hyder Census Area in Alaska. Das U.S. Census Bureau hatte bei der Volkszählung 2020 eine Einwohnerzahl von 476 ermittelt.

## Geographie
Port Alexander befindet sich im Alaska Panhandle im Südosten Alaskas, nahe der Südspitze von Baranof Island 100 km südsüdöstlich von Sitka. Port Alexander bietet einen sicheren Hafen vor den häufigen Stürmen in der Chatham Strait sowie einen eisfreien Hafen im Winter. Port Alexander verfügt über einen Landeplatz für Wasserflugzeuge. Es gibt keine Straßenverbindung zu anderen Orten der Insel.

## Geschichte
Port Alexander befindet sich im traditionellen Gebiet der Tlingit an der Grenze zwischen den Gebieten unter Kontrolle der Kake (K ex’) und Sitka (Sheet’ká) Kwaans. Im Jahr 1795 entdeckte George Vancouver ein verlassenes Dorf an der kleinen Bucht (Cove), wo heute Port Alexander liegt. Michail Dmitrijewitsch Tebenkow, Direktor der Russisch-Amerikanischen Kompagnie und Gouverneur von Russisch-Amerika, vergab den Ortsnamen im Jahr 1849.
Im Jahr 1913 errichteten Lachs-Schleppfischer einen saisonalen Stützpunkt. In der Folge wurde der Stützpunkt ausgebaut. 1916 gab es in Port Alexander ein Angelbedarfsgeschäft, eine Küstenstation der Northland Trading and Packing Company sowie eine Bäckerei. In den Sommermonaten zogen Fischerfamilien nach Port Alexander und wohnten in Zelten. Während den 1920er und 1930er Jahren entwickelte sich eine ganzjährige Gemeinde mit Schule, Postamt und Geschäften. Ab 1938 gingen die Fischbestände stark zurück, so dass die Fischverarbeitung nicht mehr wirtschaftlich war. Mit Ausbruch des Zweiten Weltkriegs kollabierte die Wirtschaft von Port Alexander. Im Jahr 1950 gab es nur noch 22 ganzjährig in Port Alexander lebende Bewohner. In den 1970er Jahren erholten sich die Lachsbestände und es zogen mehrere Familien nach Port Alexander. 1974 erhielt Port Alexander den Status einer „City“. Beim U.S. Census 2010 war Port Alexander noch Teil der Petersburg Census Area. Diese wurde 2013 aufgelöst und Port Alexander wurde Teil der Prince of Wales-Hyder Census Area. Heute ist Port Alexander ein Fischerdorf, das hauptsächlich von kommerziellem Fischfang und von Subsistenzwirtschaft lebt. Der Verkauf von Alkohol ist verboten, jedoch nicht die Einfuhr und der Besitz.

## Demografie
Zum Zeitpunkt der Volkszählung im Jahre 2020 (U.S. Census 2020) hatte Port Alexander 78 Einwohner auf einer Landfläche von 9,07 km². Von den Einwohnern waren 71 Weiße sowie einer amerikanisch-indianischer Abstammung. Beim Zensus im Jahr 2000 wurden 81 Einwohner gezählt, 2010 waren es 52. 